# Lộc Đỉnh ký 2: Thần long giáo
Lộc Đỉnh ký 2 (tựa tiếng Trung: 鹿鼎記2神龍教, tựa tiếng Anh: Royal Tramp 2) là một bộ phim điện ảnh võ hiệp hài cổ trang Hồng Kông năm 1992 do Vương Tinh đạo diễn, dựa trên tiểu thuyết cùng tên của nhà văn Kim Dung. Đây là phần tiếp nối của phim Lộc Đỉnh ký phát hành trước đó cũng vào năm 1992. Diễn viên Châu Tinh Trì tiếp tục thủ vai chính Vi Tiểu Bảo và phim đề cập đến cuộc du hành về phía Nam của Vi Tiểu Bảo để phá âm mưu làm loạn của Ngô Tam Quế. Trong phần này diễn viên Trương Mẫn (vai Long Nhi / Thần Long Thánh nữ) được thay thế bằng Lâm Thanh Hà, cùng với sự xuất hiện lần đầu của Lý Gia Hân, Tần Bái và Thang Trấn Nghiệp; còn lại hầu hết dàn diễn viên vẫn được giữ nguyên như phần một.

## Nội dung
Sau khi việc giả mạo Thái hậu bị vạch trần trong phần phim trước, Long Nhi trở về khu trại của Thần Long giáo. Giáo chủ nhắc nhở cô rằng nhiệm vụ của họ là hỗ trợ Bình Tây vương Ngô Tam Quế thực hiện âm mưu cướp ngôi vua, sau đó bà giao chức giáo chủ lại cho cô.
Vi Tiểu Bảo đang ở trong kỹ viện thì bị tấn công bởi hai nữ đệ tử của Thần Ni Một Tay, một nhân vật cách mạng chống nhà Thanh. Khi Tiểu Bảo cố gắng lợi dụng hai cô gái thì Ngô Ứng Hùng, con trai của Tam Quế, đến can thiệp. Tiểu Bảo cho thuộc hạ đánh Ứng Hùng nhưng Long Nhi - đang cải trang thành nam vệ sĩ của Ứng Hùng - dễ dàng đánh bại họ.
Tại hoàng cung, Hoàng đế Khang Hi, cảnh giác với âm mưu của Tam Quế, gả Công chúa Kiến Ninh cho Ứng Hùng và cho Tiểu Bảo làm Khâm Sai đại thần trong hôn lễ để anh có thể theo dõi hoạt động của Tam Quế. Điều này làm mối quan hệ của Tiểu Bảo và Kiến Ninh trở nên phức tạp hơn khi Kiến Ninh thông báo rằng cô đang mang thai đứa con của Tiểu Bảo.
Thần Ni Một Tay và đệ tử của bà là A Kha phục kích đoàn người rước dâu. Sau đó hai thầy trò chạy thoát, bắt Tiểu Bảo và Ứng Hùng đi theo. Tiểu Bảo tiết lộ với Thần Ni rằng anh chính là nội gián của Thiên Địa hội. Long Nhi tìm thấy họ tại một quán trọ nhưng chỉ giải cứu được Tiểu Bảo. Được Ứng Hùng giúp đỡ lần trước, A Kha trong lúc bối rối đã quyết định bỏ trốn cùng với gã.
Ở khu trại của Thần Long giáo, Ứng Hùng và Phùng Tích Phạm đầu độc Long Nhi và khiến những thuộc hạ chống lại cô. Long Nhi chạy thoát cùng với Tiểu Bảo nhưng cô cần phải quan hệ tình dục với một người đàn ông trước khi trời sáng, nếu không chất độc sẽ giết chết cô. Tuy nhiên, việc này sẽ chuyển phần lớn sức mạnh của cô cho người đàn ông mà cô quan hệ cùng. Long Nhi quyết định trao trinh tiết của mình cho Tiểu Bảo và trở thành người vợ thứ ba của anh.
Khi Tiểu Bảo gặp lại Kiến Ninh, họ lên kế hoạch thiến Ứng Hùng. Vì phò mã tương lai không còn khả năng sinh con nối dõi nên Kiến Ninh được trả về hoàng cung và trở thành người vợ thứ tư của Tiểu Bảo. Tức giận vì gia tộc của mình bị tuyệt tự, Tam Quế cho triệu tập quân lính chuẩn bị gây chiến với Khang Hi. Ông ta cũng cử Tích Phạm đi giết Tiểu Bảo và Kiến Ninh. Sau đó Trần Cận Nam đã ngăn cản Tích Phạm, giúp Tiểu Bảo trốn thoát.
Thần Ni bắt giữ Ứng Hùng và A Kha, đưa họ đến chỗ Tiểu Bảo. Tiểu Bảo tha thứ cho họ và thậm chí còn chọn A Kha làm người vợ thứ năm của anh. Tích Phạm được thăng chức khi ông ta tố giác kế hoạch làm phản của Tam Quế và giao nộp Cận Nam cho Khang Hi. Khang Hi ra lệnh chém đầu Cận Nam. Sau đó Tiểu Bảo khám phá ra bí mật của cuốn sách Tứ thập nhị chương kinh, tiết lộ bản đồ dẫn đến vị trí chôn giấu một kho báu mà nhiều phe phái cố gắng tìm kiếm.
Tiểu Bảo đã giết được Tích Phạm sau khi cả hai rơi xuống hầm chứa kho báu dưới lòng đất, anh đưa xác của Tích Phạm vào thế chỗ Cận Nam trước khi vụ chém đầu diễn ra. Tiểu Bảo chuẩn bị bỏ trốn cùng với Cận Nam và các cô vợ thì Khang Hi và quân lính đến nơi. Tiểu Bảo cảnh báo rằng bây giờ anh đã có đủ sức mạnh để tiêu diệt toàn bộ quân lính của vị hoàng đế nếu anh muốn, tuy nhiên anh vẫn tin rằng Khang Hy là một vị hoàng đế tốt nên sẽ không tạo phản như kế hoạch đã đề ra từ trước. Khang Hi nghe lời cảnh báo trên cũng như thấy em gái mình yêu Tiểu Bảo nên đồng ý cho Tiểu Bảo ra đi.

## Phân vai
- Châu Tinh Trì vai Vi Tiểu Bảo
- Lâm Thanh Hà vai Long Nhi, thánh nữ Thần Long giáo
- Lý Gia Hân vai A Kha
- Khâu Thục Trinh vai công chúa Kiến Ninh
- Ôn Triệu Luân vai hoàng đế Khang Hi
- Lưu Tùng Nhân vai Trần Cận Nam, thủ lĩnh Thiên Địa hội
- Trần Bách Tường vai Đa Long
- Ngô Quân Như vai Vi Xuân Hoa, chị gái Vi Tiểu Bảo
- Trần Đức Dung - Viên Khiết Doanh vai Song nhi
- Tần Phái vai Ngô Tam Quế
- Thang Trấn Nghiệp vai Ngô Ứng Hùng, con trai Ngô Tam Quế
- Nhâm Thế Quan vai Phùng Tích Phạm